# Kościół śś. Piotra i Pawła w Długopolu Górnym
Kościół śś. Piotra i Pawła w Długopolu Górnym – zabytkowy kościół we wsi Długopole Górne.
Kościół parafialny z XVI w., przebudowany w XVIII w.
Przy kościele kaplica cmentarna z XVIII w., nr rej.: A/1880/2024 z 25.05.1972.

We wsi kamienna grupa rzeźbiarska Ukrzyżowanie, w ogrodzie domu nr 1, z początku XX, nr rej.: B/2142 z 4.03.2011.